# Dąbrowski Młyn
Dąbrowski Młyn – osada kaszubska w Polsce położona w województwie pomorskim, w powiecie wejherowskim, w gminie Luzino na zachodnich obrzeżach Trójmiejskiego Parku Krajobrazowego. Wieś wchodzi w skład sołectwa Dąbrówka.
W latach 1975–1998 miejscowość należała administracyjnie do województwa gdańskiego.
Na terenie wsi znajduje się przytulisko dla bezdomnych zwierząt.